# Argun
Argun (em russo:  Аргун, em checheno:  Устрада, Ustrada) é uma cidade na República da Chechênia, na Rússia, localizada no rio Argun. População: 29.525 (Censo de 2010); 25.698 (Censo de 2002); 25.491 (Censo de 1989); 22.000 (1968).

Em abril de 2017, informou-se que as autoridades chechenas criaram os campos de concentração para homossexuais dentro da cidade.

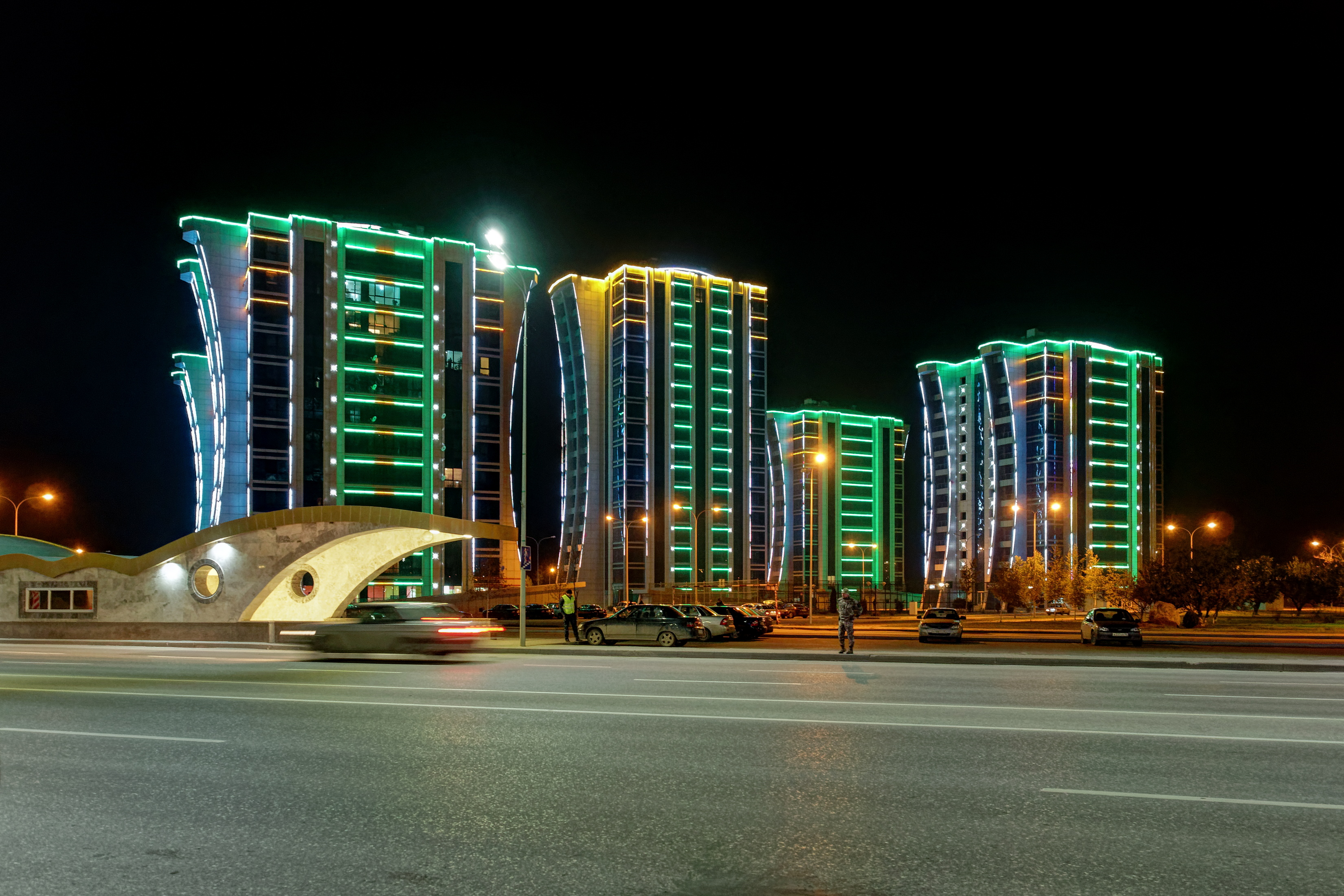
Vista da cidade.